# Herma

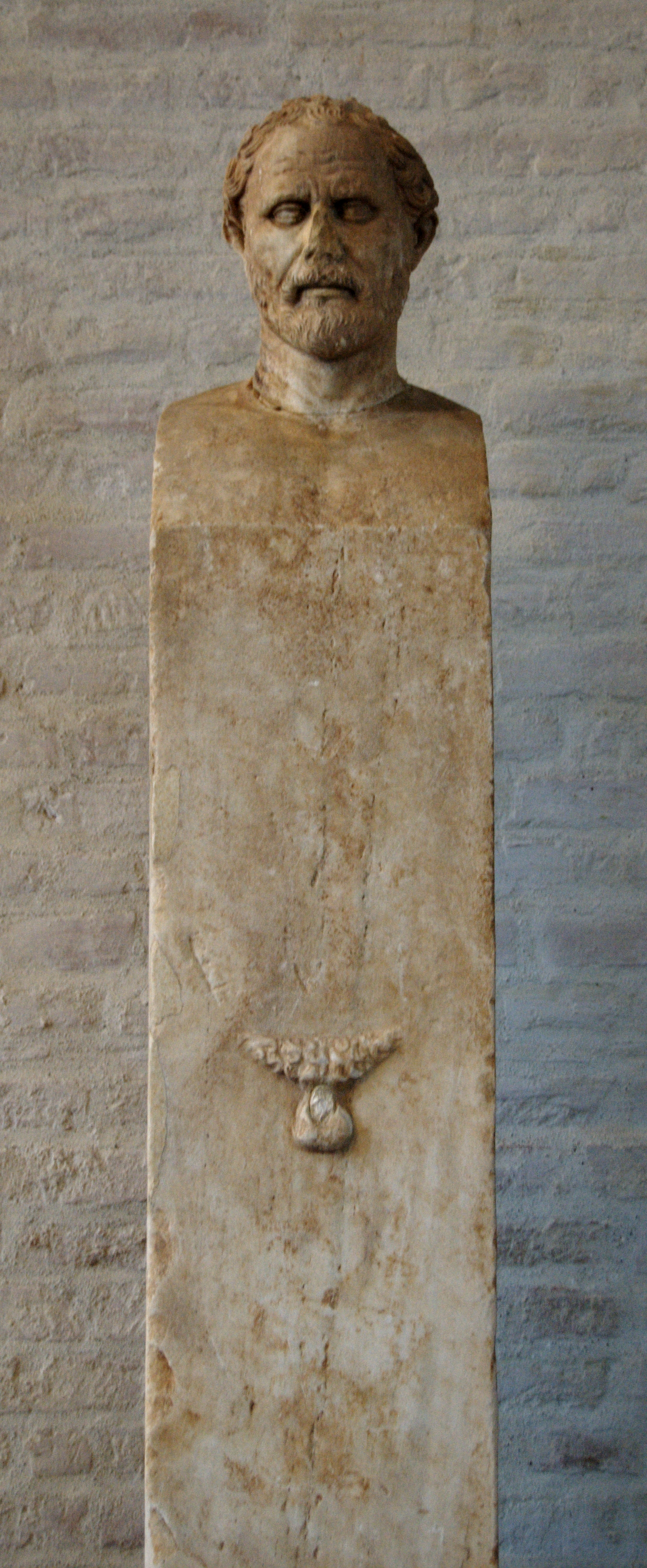
Herma de Demóstenes.

En la Antigua Grecia, una herma (en griego antiguo ἕρμα, plural ἕρμαι hermai) era un pilar cuadrado o rectangular de piedra, terracota o bronce —el estípite— sobre el que se colocaba un busto, normalmente el del dios Hermes, habitualmente con barba, signo de fuerza física, y cuya base se adornaba con un falo en erección, símbolo de masculinidad y de disposición a las armas.
Se discute si se le llamaba así bien porque la cabeza de Hermes era la más común o por su relación etimológica con la palabra griega ἕρματα (‘bloques de piedra’), pues originalmente no hacía referencia alguna a Hermes. 
Se empleaban como hitos o marcas para señalar y delimitar carreteras y fronteras, y marcar los límites de las propiedades, aunque también tenían una función apotropaica, es decir, de alejamiento de lo maligno, ya fuera espíritu, adversidad o enemigo. En Atenas se colocaban fuera de las casas para atraer la buena suerte. Cada barrio tenía su herma, y se conservan vasijas con pinturas que muestran sacrificios particulares que allí se llevaban a cabo.

## Características
Estas estatuas estaban compuestas de una cabeza, generalmente la del dios Hermes, colocada sobre un pilar cuadrangular que frecuentemente era más ancho en la cima que en la base, cuya altura corresponde con la estatura del cuerpo humano.
Las que se erigían en las encrucijadas tenían a menudo tres o cuatro cabezas.
Las estatuas solían ser desnudas y masculinas, rara vez aparecen vestidas o con atributos característicos, y con frecuencia presentan inscripciones con apotegmas y acertijos, con indicaciones relativas a la ruta, y a veces también con inscripciones en honor de quienes habían luchado bravamente por su país. Así como era costumbre que los transeúntes mostraran respeto a las formas más rudimentarias del dios (el montón de piedras) añadiendo una piedra al montón o ungiéndolo con aceite, también se depositaban cerca de los hermas pequeñas ofrendas, habitualmente de higos secos, para aplacar el apetito de los viajeros necesitados. También se colgaban guirnaldas de flores de los dos espaldones parecidos a brazos que sobresalían a ambos lados del extremo superior de la columna. Estos pilares también se usaban para señalar los límites fronterizos o para delimitar los diferentes estados. Los hermas constituían el objeto de una industria especial, y sus fabricantes se llamaban hermoglifos.
Los más antiguos tenían a ambos lados del pilar prismático unos salientes (‘manos’, en griego chelres) para colgar de ellos coronas de flores, así como un falo en su parte frontal.
Una barba puntiaguda (σφηνοπώγων) correspondía al tipo antiguo. Con frecuencia se colgaba un manto (ιμάτιον) sobre sus hombros. Originalmente las piernas y brazos eran en general deficientes y, en lugar de brazos, a menudo tenían salientes en los que colgar guirnaldas; pero cuando disminuyó la reverencia por el antiguo tipo y creció la pasión por la novedad, se puso el torso completo sobre un pilar cuadrangular, que se estrechaba en la base, y finalmente el propio pilar se cincelaba para señalar la separación de las piernas, como puede verse por ejemplo en una estatua tetragonal femenina en la Villa Albani. A veces, como se ha dicho antes, la cabeza era doble, triple, e incluso cuádruple. La estatua completa solía ser de piedra o mármol, aunque Cicerón menciona algunas que eran de mármol del Pentélico con cabezas de bronce.
A medida que el arte avanzó, el pilar fue evolucionando, primero con una cabeza barbada y luego con la cabeza juvenil del dios. 
En la última época del arte antiguo se encuentran modelos que unían un torso humano hasta las caderas con la columna cuadrangular, y que mostraban incluso movimiento en la figura (como los hermas de representaciones del Discóbolo en la Villa Ludovisi de Roma). Más tarde, la cabeza y la columna solían formar una sola pieza.

### Tipos

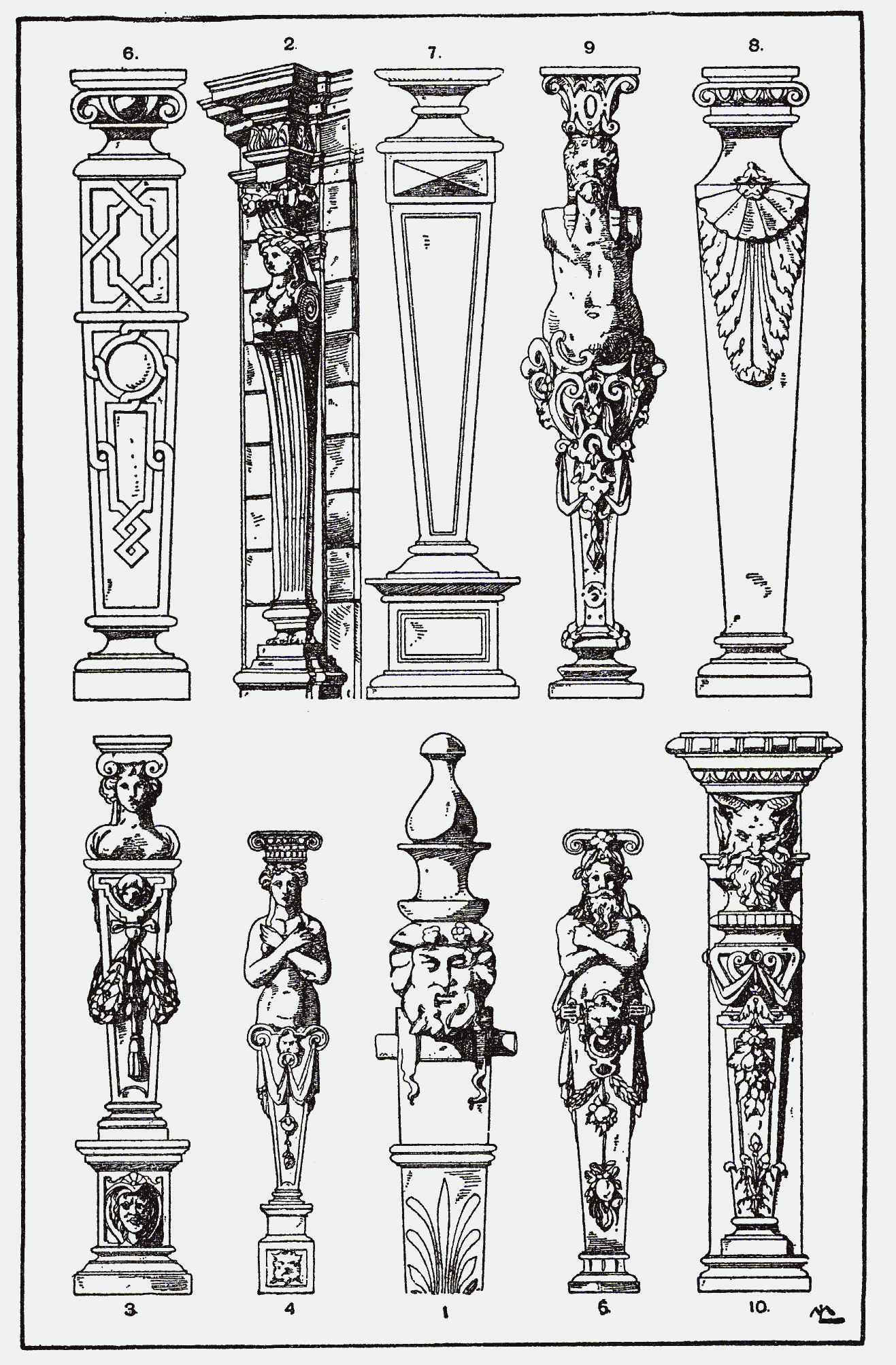
Varias formas de herma

Existían muchas estatuas de otras deidades con la misma forma de los hermas, que sin duda se originaron de la misma manera y a las que se llamaba con el nombre genérico de hermas, aunque el busto no fuera de Hermes. Varias imágenes de este tipo son descritas por Pausanias: una de Poseidón en Tricoloni (Arcadia), otra de Zeus Teleios en Tegea y otra de Afrodita Urania en Atenas. La razón por la que las estatuas de otras deidades se desarrollaron hasta formas perfectas, mientras que las de Hermes generalmente (aunque no siempre) retuvieron su antiguo estilo, se debe obviamente al significado religioso asociado al símbolo del pilar como marca fronteriza. Donde este motivo no importaba, el propio Hermes era representado con forma humana completa y toda la perfección del arte griego, como por ejemplo en la estatuas de las palestras y en las que personificaban otros atributos suyos.
Algunas estatuas de este tipo se describen con un nombre compuesto por los de Hermes y otra deidad. Se tienen así Hermanubis, Hermares, Hermathena, Hermeracles, Hermeros, Hermopan, Hermapollon y Hermamithras. Se ha discutido mucho sobre si estas figuras estaban formadas por el pilar cuadrado, como el emblema de Hermes, coronadas por el busto de otra divinidad, o si las cabezas de Hermes y el otro dios estaban unidas, como en el busto de Jano, o si las características simbólicas de las dos deidades se combinaban en la misma estatua. Sobre la primera explicación parece poco probable que, hasta la época de Cicerón, el mero pilar hubiera sido considerado una representación tan adecuada de Hermes como el busto lo era de la otra deidad, la segunda es apoyada por los muchos bustos dobles terminales conservados y la tercera sólo puede ser considerada como una ingeniosa conjetura, que puede ser cierta en algunas obras de un periodo artístico tardío. La segunda parece ser la explicación verdadera en los pasajes de Cicerón.
Hay aún una tercera clase de estas obras, en la que el busto no representa a deidad alguna sino que era simplemente el retrato de un hombre, y en la que el pilar tiene todo su significado simbólico y pasa a ser un mero pedestal. Incluso estas estatuas conservaron, sin embargo, los nombres de hermae y termini. Los ejemplos de este tipo conservados son muy numerosos, destacando por su número los Hermalkibiades. C. W. Müller da una lista de estos y otros hermas.

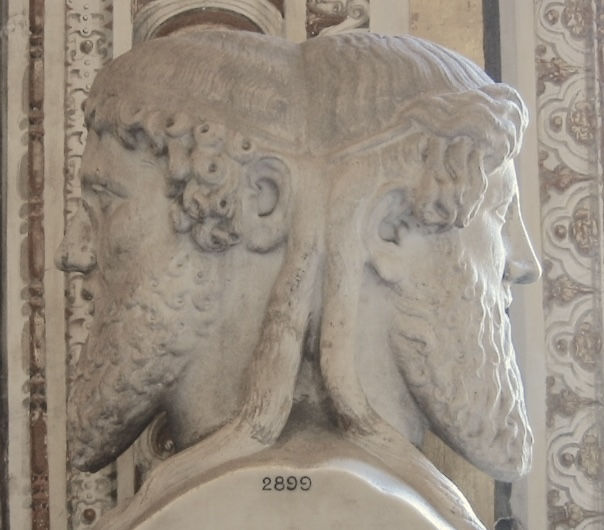
Estatua de Jano

Un tipo especial de herma es el llamado herma doble, en el que sobre la base aparecen dos cabezas opuestas unidas por la nuca. El dios romano Jano se representaba a menudo de esta forma, si bien también se retrataba a poetas famosos en estos hermas dobles. En el Museo Nazionale Romano se conserva un herma doble con los retratos de Menandro y un poeta anciano, quizá Apolonio de Tiana o uno de los muchos retratos reconstruidos de Homero, aunque su identidad no está clara.
Las columnas de piedra rematadas con una cabeza de mujer se llaman hermas cariátides, por su similitud con las cariátides (columnas con forma de mujer, incluyendo el cuerpo). Se usaron en la arquitectura manierista del siglo XIX, tanto en la decoración de edificios representativos como en palacios públicos. Estos hermas seguían fielmente el modelo de las cariátides del Erecteión de la Acrópolis de Atenas, siendo comparativamente raros los del más antiguo modelo de koré (o doncella de pie vestida). Su contrapartida masculina, el kurós, también se encuentra en esta forma, pero en contraste con las cariátides suele aparecer completamente desnudo.

### Ubicación

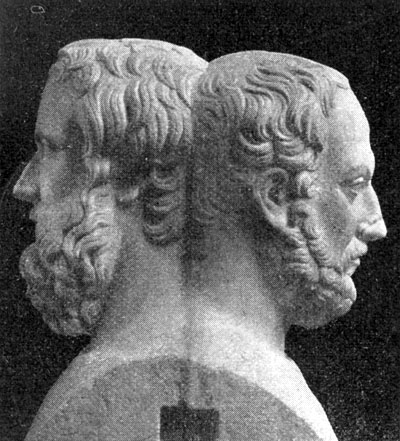
Busto doble de Heródoto y Tucídides

Hay numerosos ejemplos descritos por Pausanias y otros autores de su ubicación en los límites de fincas y estados y en las puertas de las ciudades así como en sus calles y plazas. También se usaban pequeños hermas como pilastras y como soportes en muebles y utensilios.

## Historia

### Origen
Se cree que en las épocas más antiguas Hermes, como otras divinidades, era adorado (especialmente en Arcadia) en la forma de un montón de piedras o de un bloque de madera o piedra, que tenía la forma de un enorme falo, el símbolo de la productividad. El siguiente paso fue la adición de una cabeza a esta columna fálica que pasó a ser cuadrangular, con la significativa indicación del sexo aún prominente.
Existen ciertas dificultades sobre la cuestión de su origen y significado como símbolos de Hermes. Una de las más importantes características en la mitología de Hermes es su presidencia sobre el común intercambio de vida: comercio, viajes, caminos, fronteras y demás, y no cabe duda de que era fundamental en tales relaciones, dado que éstas eran las que se pretendía que representase en los hermae de los griegos y en los termini de los romanos, cuando estos últimos fueron identificados con los hermas. Es, por tanto, natural que se busque la existencia de este símbolo en las más antiguas épocas en las que el uso de marcas fronterizas era necesario, y en las que los símbolos tendrían un carácter más simple: un montón de piedras o un bloque de mármol sin tallar. Así, resulta que había en muchas partes de Grecia montones de piedras a los lados de los caminos, especialmente en sus cruces, y sobre las fronteras de los países, que eran llamados ἑρμαῖα o ἑρμεῖα, ἑρμαῖοι λόφοι y ἕρμακες. Se asume que estas pilas de piedras y pilares que marcaban las fronteras eran originalmente símbolos de Hermes o fueron posteriormente consagrados al dios Hermes. Aunque no pueda negarse que tales monumentos conmemorativos toscos eran al principio símbolos de diversos dioses parecidos, ya en un periodo muy antiguo llegaron a estar más especialmente relacionados con el culto de Hermes. Un ἑρμαῖος λόφος cerca de Ítaca es mencionado en la Odisea, Estrabón observó muchos ἑρμεῖα en los caminos de la Élide e incluso en la actualidad puede verse una antigua pila de piedras en la frontera de Laconia. El respeto religioso prestado a tales pilas de piedras, especialmente en las encrucijadas, queda demostrado por la costumbre de arrojar una piedra al montón cuando se pasaba junto a él, costumbre que también se observaba respecto a los hermas de épocas posteriores, al menos con los situados en los cruces de caminos. Tales pilas de piedras también fueron observadas por Estrabón en los caminos de Egipto. Otra forma de marcar una frontera u otra localidad precisa era usar un pilar de piedra, originalmente sin tallar, cuyo carácter sagrado se indicaba vertiendo aceite sobre él y adornándolo. El obelisco egipcio probablemente pertenece a la misma clase de monumentos.
El primer intento en el desarrollo artístico de los bloques de piedra y madera, que en las épocas más antiguas del culto a los ídolos representaba a todas las divinidades, fue añadirles una cabeza, en cuyos rasgos se suponía que se expresaban las características del dios. Más tarde, fueron añadidos otros miembros del cuerpo, al principio con un significado simbólico. Estos cambios produjeron los hermas tal como son descritos por los autores antiguos y como actualmente se conservan. El falo formaba una parte esencial del símbolo. Heródoto atribuye su origen a los pelasgos, quienes los transmitieron a los atenienses, y éstos a los demás griegos. Pausanias da la misma versión del asunto, y también afirma que los arcadios estaban particularmente orgullosos de la ἄγαλμα τετράγωνον, que es alguna confirmación de la tradición que remontaba la invención a la época pelásgica.

### Evolución
Ya en el siglo V a. C. aparecían en esta forma otros dioses además de Hermes, permaneciendo no obstante el nombre de «herma». Además del uso privado, los hermas eran también objetos de exposición y representación. Un buen ejemplo es el conocido herma de Temístocles de Ostia. Posteriormente, estas esculturas se acercan cada vez más a la forma de los bustos que serían usados con frecuencia en los retratos artísticos romanos. En éstos, y a diferencia de lo que sucedía con la mayoría de los hermas, se vuelven a esbozar unos hombros con el arranque de los brazos.
Además de políticos, se conservan hermas de filósofos y poetas, como por ejemplo de Teofrasto, maestro de Menandro.
En los tiempos históricos de Grecia, era en Atenas donde los hermas fueron más numerosos y venerados. Tan alta era la demanda de estas obras que los términos ἑρμογύφος, ἑρμογλυφικὴ τέχνη y ἑρμογλυφεῖον se usaban como nombre genérico para escultor, su arte y su estudio, respectivamente.

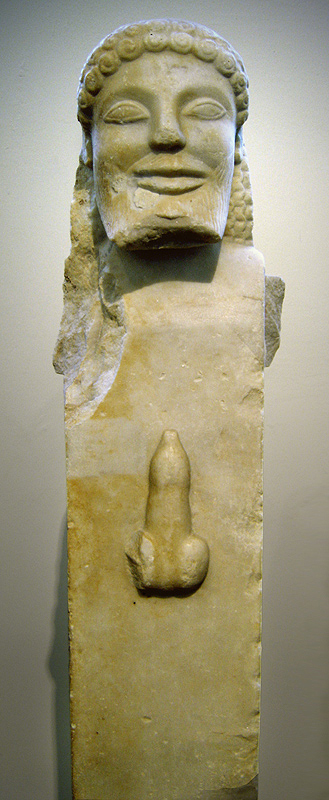
Herma griego arcaico (Museo Arqueológico Nacional de Atenas)

Se colocaban delante de los templos, cerca de las tumbas, en los gimnasios, palestras, bibliotecas, pórticos y lugares públicos, en las esquinas de las calles, en las carreteras principales como postes indicadores, con las distancias inscritas sobre ellos, y algunos aún pueden ser vistos en Atenas con los nombres de los vencedores de las competiciones gimnásticas inscritos sobre ellos. Incluso fueron usados como vehículo para la instrucción pública, de acuerdo con el autor del Hiparco, quien dice que el tirano Hiparco colocó hermas en las calles de la ciudad y en los caminos de toda el Ática, inscritos con versos que contenían un corto proverbio o precepto moral para la edificación de los viajeros, como los versos siguientes:

Μνῆμα τόδ΄ Ἱππάρχου· στεῖχε ὅίκαια φρονῶν.
Μνῆμα τόδ΄ Ἱππάρχου· μὴ φίλον ἐξαπάτα

En la plaza al noroeste de la Acrópolis, los hermas, erigidos en parte por individuos privados y en parte por corporaciones, formaban una larga columnata que se extendía entre el Pórtico de las Pinturas (stoa poikile) y el Pórtico del Rey (stoa basileios). Por ello, el segundo era, a veces, llamado Pórtico de los Hermas. 

### Mutilación en 415a.C. en Atenas
En Atenas las casas tenían una de estas estatuas llamadas ἑρμῆς στροφαῖος o στροφεύς colocadas en la puerta y a veces también en el peristilo. Eran adoradas por las mujeres como ayuda a la fecundidad.
En mayo del 415 a. C., la noche anterior a la partida de la flota ateniense hacia Siracusa durante la guerra del Peloponeso (ver expedición a Sicilia), todos los hermas atenienses fueron víctimas de vandalismo, lo que fue considerado una señal de mal augurio. Aunque nunca se demostró, los atenienses de la época creyeron que había sido obra de saboteadores, bien de Siracusa o de pacifistas de la propia Atenas. De hecho Alcibíades, pupilo de Sócrates, fue acusado de ser el cerebro de la operación. Él negó las acusaciones y se ofreció a ser juzgado, pero los atenienses no querían trastornar aún más los planes de la expedición, y ésta partió en la fecha prevista. Sin embargo, más tarde sus enemigos políticos lo juzgaron y sentenciaron a muerte in absentia, tanto por la mutilación de los hermas, como por el crimen supuestamente relacionado de profanar los misterios eleusinos.

### En el Imperio romano
Los hermas de todos los tipos eran muy solicitados por los romanos ricos para decorar sus casas y villas. También se afirmaba que los usaban como postes para enrejados ornamentales de los jardines, en cuyo caso solían estar adornados con los bustos de filósofos y eminencias, algunos de los cuales pueden verse en los Museos Vaticanos y otros, con agujeros cuadrados en los hombros en los que se insertaban las barandillas. Sin embargo, estos agujeros cuadrados también están presentes en antiguos hermas griegos, en cuyo caso probablemente fueran los huecos para las proyecciones antes mencionadas, de las que se colgaban guirnaldas.
Los romanos no sólo se apropiaron de los pilares de Hermes para aquellas de sus deidades asimiladas de la mitología griega (como Heracles/Hércules), sino también para los dioses indígenas que mantuvieron su individualidad. Así aparecieron hermas de Júpiter Terminalis, los hermas se identificaban con los termini romanos, y de Silvano. Durante el Imperio, la función de los hermas era más arquitectónica que religiosa. Eran usados para sujetar las cortinas en el interior de las casas, y en el Circo Máximo servían para sujetar las barreras.
Las formas más tardías son muy bellas, destacando las de la Villa Ludovisi en Roma.